# 디리러바
디리러바(중국어 간체자: 迪丽热巴, 정체자: 迪麗熱巴, 병음: Dílìrèbā, 한자음: 적려열파)로 잘 알려진 디리러바디리무라티(중국어 간체자: 迪丽热巴·迪力木拉提, 정체자: 迪麗熱巴·迪力木拉提, 병음: Dílìrèbā Dílìmùlātí, 한자음: 적려열파적력목랍제, 위구르어: دىلرەبا دىلمۇرات, Dilraba Dilmurat 딜라바 딜무라트, 1992년 6월 3일 ~ )는 중화인민공화국의 배우이다.

## 출연 작품

### 텔레비전 드라마
- 2013년 《아나이한》
- 2014년 《고검기단》
- 2014년 《미시대지련》
- 2014년 《미인제조》
- 2014년 《대막요》
- 2015년 《역광지련》
- 2015년 《다이아몬드 러버》
- 2015년 《여사부 반숙》
- 2016년 《애적계제》
- 2016년 《육선문 : 황실의 비밀》
- 2016년 《마랄변형계》
- 2017년 《표량적이혜진》
- 2017년 《삼생삼세 십리도화》
- 2017년 《진시려인 명월심》
- 2018년 《일천령일야》
- 2020년 《행복촉수가급》
- 2020년 《삼생삼세 침상서》

### 영화
- 2015년《怦然星動》
- 2017년《傲嬌與偏見》
- 2017년《解憂雜貨店》